# Lemiesz (budownictwo)
Lemiesz – element roboczy osprzętu spycharkowego lub równiarkowego.

## Cykl pracy
Cykl pracy lemiesza składa się z:
- procesu zagłębiania się w podłoże krawędzi skrawającej
- odspajaniu warstwy gruntu (skrawanie gruntu; powstaje urobek)
- gromadzeniu się urobku i formowaniu zwału
- przesuwaniu zwału (osiowe lub skośne)
- opróżnianiu lemiesza z urobku

## Rodzaje lemieszy
W zależności od rodzaju urabianego gruntu i specjalnych zastosowań stosuje się różne kształty i rozwiązania lemieszy:
- dodatkowe ściany boczne lub segmenty zmniejszające upływ urobku
- regulacja kąta skrawania zmniejszająca opór urabiania
- krawędź ostrza z układem zębów do urabiania gruntów zwięzłych
- dwuczłonowy z możliwością
  - załadunku urobku (pracuje podobnie jak łyżka ładowarkowa)
  - przeładunku dłużnic (człony lemiesza pracują jak chwytak)
- przystawka do karczowania, równania skarp, zasypywania rowów
- przystawki pracujące jako zrywaki
- z pojemnikiem przed lemieszem (praca podobna do zgarniarki)
- konstrukcja ażurowa

Kształt lemieszy jest tak dobierany by zapewnić jak najniższe opory urabiania.